# Pierre Dubois
Pierre Dubois, (ca. 1255 - 1321) a fost un scriitor scolastic francez și un vizionar care propaga ideea de pace permanentă în Europa.
A fost și susținător al cruciaților.

## Date biogafice
Pierre Dubois s-a născut între anii 1255 și 1260, în perioada 1269 - 1272 studiază scolastica și științele juridice în Paris. Aici el va cunoaște pe profesorul de filozofie Siger din Brabant (ca. 1235-1284) un reprezentant al reluării într-o formă radicală a învățăturii lui Aristotel și pe călugărul dominican Toma de Aquino. Pierre Dubois a fost deputat, funcționar de stat, avocat și scriitor, unele manuscrise ale lui au apărut anonim, nesemnate.

## Opere
- De recuperatione terrae sanctae ("Despre recucerirea Țării Sfinte", 1306)

1. ↑  BnF catalogue général, accesat în 7 martie 2025